# Gravatjärnen (Kalls socken, Jämtland, 704992-137688)
Gravatjärnen är en sjö i Åre kommun i Jämtland och ingår i Indalsälvens huvudavrinningsområde. Sjön har en area på 0,129 kvadratkilometer och ligger 491,3 meter över havet.

## Delavrinningsområde
Gravatjärnen ingår i det delavrinningsområde (704901-137761) som SMHI kallar för Mynnar i Ytterån. Medelhöjden är 553 meter över havet och ytan är 13,21 kvadratkilometer. Det finns inga avrinningsområden uppströms utan avrinningsområdet är högsta punkten. Vattendraget som avvattnar avrinningsområdet har biflödesordning 3, vilket innebär att vattnet flödar genom totalt 3 vattendrag innan det når havet efter 332 kilometer. Avrinningsområdet består mestadels av skog (72 procent) och sankmarker (13 procent). Avrinningsområdet har 0,25 kvadratkilometer vattenytor vilket ger det en sjöprocent på 1,9 procent.